# Pedioplanis husabensis
Pedioplanis husabensis là một loài thằn lằn trong họ Lacertidae. Loài này được Berger-Dell'Mour & Mayer mô tả khoa học đầu tiên năm 1989.